# Modlitewnik królowej Bony
Modlitewnik królowej Bony, Godzinki królowej Bony – iluminowany rękopis godzinek, powstały w latach 20. XVI wieku, wykonany przez polskiego malarza renesansowego i iluminatora Stanisława Samostrzelnika oraz jego współpracowników. Rękopis przeznaczony był dla królowej Bony z rodu Sforzów – drugiej małżonki Zygmunta Starego.
Kodeks o wymiarach 143×114 mm, liczący 271 pergaminowych kart (wraz z III dodatkowymi), zawiera spisany w jednej kolumnie tekst godzinek w języku łacińskim oraz końcową modlitwę w języku włoskim. Sygnowana i datowana dekoracja malarska obejmuje 15 całostronicowych miniatur, bordiury i ozdobne inicjały. Manuskrypt od roku 1834 stanowi część kolekcji Biblioteki Bodlejańskiej w Oksfordzie (sygnatura Douce 40/21 614).
Dekoracja miniatorska Godzinek królowej Bony, będąca szczytowym osiągnięciem artystycznym Samostrzelnika, uważana jest za jeden z najcenniejszych zabytków polskiego malarstwa okresu renesansu.

## Czas i okoliczności powstania
Rękopis został wykonany w latach 20. XVI wieku. Ważną datą dla określenia czasu powstania tekstu modlitewnika jest rok 1521, w którym zmarł papież Leon X. Jego imię wymieniono w formie inicjału L na jednej z kart rękopisu, w modlitwie za papieża (fol. 144r). Dla ustalenia czasu wykonania dekoracji malarskiej istotna jest data zapisana cyframi rzymskimi A° MDXXVII, która widnieje na jednej z miniatur (fol. 36v). Datowanie Godzinek królowej Bony zamyka się w okresie od około 1521 do 1527 roku, z możliwym przesunięciem zakończenia prac malarskich na rok 1528.
Osobę, dla której manuskrypt był przeznaczony, jednoznacznie identyfikuje dekoracja heraldyczna, występująca na 12 kartach rękopisu – rodowe herby Sforzów, Viscontich i neapolitańskich Aragonów (bocznej linii Trastamarów) oraz godła państwowe Królestwa Polskiego (Orzeł Biały) i Wielkiego Księstwa Litewskiego (Pogoń), ponadto osobista dewiza królowej Bony Cetera parvi i jej inicjały S B R P (łac. Serenissima Bona Regina Poloniae) oraz imię Bona wymienione są w jednej z modlitw. Prawdopodobnie godzinki zostały zamówione przez Zygmunta Starego jako prezent dla żony.

## Układ treści rękopisu
Manuskrypt przeznaczony do użytku prywatnego królowej należy do powszechnego w Europie Zachodniej typu livres d'heures (horaria), popularnie zwanego godzinkami lub księgami godzinek, który zawiera modlitwy do Matki Boskiej i świętych.
W modlitewniku znalazły się jednak teksty różniące się znacznie od programu typowych godzinek. Do tekstów o odmiennej genezie zalicza się litanię maryjną, rozbudowane nabożeństwo przeciwko nieprzyjaciołom i modlitwy chroniące przed morową zarazą, zawierające ponadto elementy typowe dla zaklęć, zwłaszcza zaś zindywidualizowaną modlitwę w języku włoskim Signor Dio Misericordioso z imieniem królowej Bony.
Wykonany w Polsce rękopis jest w znacznym stopniu wzorowany na tekście XV-wiecznego modlitewnika (Godzinki królowej Bony), który królowa przywiozła z Bari, chociaż istnieją między nimi pewne różnice.
| Część modlitewnika               | Karty                | Zawartość i opis |
| -------------------------------- | -------------------- | --- |
| Kalendarz                        | 1r–12v               | Kalendarz został skopiowany z nieznanego północnowłoskiego źródła, datowanego na lata 1425-1430. Uroczystości związane z obowiązkowym uczestnictwem we mszy świętej (festa fori), które nie łączyły się ruchomym cyklem wielkanocnym, zaznaczono w kalendarzu złotą farbą. Wpisane do kalendarza liturgiczne obchody wspomnień świętych związane są z patronami północnych Włoch, południowej Hiszpanii i południowej Francji. Do kalendarza wpisano łącznie 351 świąt. Karty z kolejnymi miesiącami w kalendarzu Modlitewnika królowej Bony ozdobiono iluminowanymi znakami zodiaku. W nagłówkach podane są informacje dotyczące liczby dni miesięcy kalendarzowych i księżycowych, złote liczby wyznaczające daty nowiu księżyca w 19-letnim cyklu lunarnym oraz litery dzienne (ferialne) dla określenia dni tygodnia w 28-letnim cyklu słonecznym. Znajomość tych danych, poza możliwością wyznaczania daty Wielkanocy, pozwalała określać dni złowróżbne i pomyślne dla określonych przedsięwzięć, np. zabiegów medycznych i kosmetycznych. |
| Fragmenty ewangelii              | 13r–19r              | Po kartach kalendarza rozpoczyna się właściwy modlitewnik. W początkowej partii tekstu umieszczono wybrane fragmenty czterech ewangelii kanonicznych, tradycyjnie otwierające lub zamykające livres d'heures. Lekturę początkowych wersetów ewangelii i ich pamięciowe opanowanie uznawano za środek obronny przeciwko szatanowi. |
| Pasja według św. Jana            | 21r-33r              | Po fragmentach ewangelii umieszczono Passio Domini nostri Iesu Xristi secundum Joannem z podziałem tekstu na role Chrystusa, synagogi i kantora. Zamieszczenie w modlitewniku opisu męki Pańskiej w udramatyzowanej formie ułatwiało uczestnictwo w obrzędach wielkotygodniowych. Tekst był również czytany przy łożu umierającego, przed przybyciem kapłana z wiatykiem. Przed tekstem umieszczono iluminację z wyobrażeniem modlitwy Chrystusa w Ogrójcu (fol. 20v). Po pasji pozostawiono kilka niezapisanych kart (fol. 33v-36r). |
| Małe oficjum o Matce Bożej       | 37r–113r             | Tekst Officium Beate Marie Virginis secundum consuetudinem Romane curie jest uproszczonym oficjum maryjnym w wersji brewiarzowej, w układzie typowym dla kurii rzymskiej. Każdą horę zamykają specjalne modlitwy do Wszystkich Świętych (suffragia). Kończąca oficjum parafraza modlitwy Ave Maria została uaktualniona pod wpływem wydarzeń związanych z reformacją i zawiera prośbę o zachowanie czystości nauki katolickiej, czyniąc z Matki Bożej strażniczkę wierności królowej wobec Kościoła. Z tekstem małego oficjum o Najświętszej Marii Pannie łączy się cykl miniatur ze scenami z jej życia, od zwiastowania (fol. 36v) po rzeź niewiniątek (fol. 87v). |
| Msza wotywna                     | 114r–117r            | Miniatura przedstawiająca Maryję z Dzieciątkiem (fol. 113v) poprzedza mszę śpiewaną (wotywę) Salve Sancta Parens, odprawianą w soboty ku czci Matki Bożej. Modlitewnik królowej Bony jest rzadkim przykładem środkowoeuropejskich godzinek zawierających tekst mszalny. Tego typu świeckie modlitewniki spotykane są powszechniej jedynie we Włoszech i Flandrii. |
| Psalmy pokutne                   | 123r–135v            | Psalmi penitenciales poprzedza miniatura przedstawiająca pokutującego króla Dawida (fol. 122v). Każdemu z siedmiu grzechów głównych odpowiada jeden z siedmiu psalmów pokutnych, będących rodzajem tarczy przeciw korzeniom zła w człowieku. |
| Litania do Wszystkich Świętych   | 135r–141r            | Krótka litania, przejęta z włoskich godzinek królowej, została uzupełniona o imiona patronów Królestwa Polskiego i szczególnie czczonych w Krakowie świętych – Floriana, Stanisława, Wacława i Wojciecha, co świadczy o przejęciu ich kultu przez Bonę. |
| Zbiór modlitw                    | 142r–145r            | Zróżnicowany tematycznie zbiór tekstów obejmuje m.in. modlitwy w intencji członków rodziny, dobroczyńców i zmarłych bliskich oraz modlitwę za papieża. |
| Symbol Atanazjański              | 146r–149v; 242r–245v | Związany z oficjum brewiarzowym symbol świętego Atanazego Quicumque vult salvus esse, w wypadku Modlitewnika królowej Bony został wpisany poza liturgiczną częścią rękopisu i to aż dwukrotnie. Stanowi on swoisty komentarz do symbolu nicejsko-konstantynopolitańskiego, będąc jednocześnie wyznaniem wiary i objaśnieniem nauki o Trójcy Świętej. |
| Oficjum za zmarłych              | 151r–196r            | Miniatura przedstawiająca ratowanie dusz grzeszników z czyśćca (fol. 150v) otwiera Officium mortuorum. Nabożeństwo odprawiane w intencji zmarłych czytane było również w czasie nocnego czuwania przy zwłokach. Godzinki za dusze zmarłych powtarzają tekst officium defunctorum z włoskiego modlitewnika Bony, różniąc się od niego jedynie dodaniem zakończenia w formie trzech modlitw za nieżyjących członków rodziny królowej. |
| Oficja pasyjne                   | 198r–203r; 204r–228r | Modlitewnik królowej Bony zawiera zarówno małe, jak i duże oficjum o Świętym Krzyżu, zwane również godzinkami o męce Pańskiej. Do Officium Sancte Crucis magnum dołączono miniaturę przedstawiającą ukrzyżowanie Chrystusa (fol. 197v) oraz iluminację z wyobrażeniem zdjęcia z krzyża (fol. 222v). |
| Oficjum o Duchu Świętym          | 230r–234r            | Małe godzinki o Duchu Świętym należą do skróconego typu Officium Sancti Spiritus. Poprzedza je miniatura ukazująca scenę zesłania Ducha Świętego (fol. 229v). |
| Litania do Matki Boskiej         | 235r–242r            | Letanie Marie Virginis jest modlitwą nietypową dla godzinek i należy do najstarszych litanii maryjnych znanych z terenu Polski. Odmienna od redakcji loretańskiej, powtarza tekst litanii znajdującej się w zachowanym do dzisiaj modlitewniku z lat 1511-1518 Izabeli Aragońskiej, matki królowej Bony, przechowywanym w mediolańskiej Trivulzianie (sygnatura cod. 2144). |
| Modlitwy przeciw nieprzyjaciołom | 242r–245v            | Poprzedzone wpisanym po raz drugi do modlitewnika symbolem Atanazjańskim, psalmy contra inimicos, modlitwy i benedykcja stanowią rodzaj nabożeństwa, które ma zapewnić skuteczną ochronę przeciwko zakusom wrogów. Jedna z oracji, zawierająca prośbę da mihi famule tue Bone victoriam contra inimicos meos, powtarza w nieco zmienionej formie tekst modlitwy Izabeli Aragońskiej w intencji córki. |
| Modlitwy przeciw zarazie         | 252r–252r            | Nabożeństwo do świętego Sebastiana, którego uznawano za szczególnie skutecznego patrona chroniącego przez morowym powietrzem oraz modlitwa Recordare domine miały stanowić remedium przeciwko zarazie. W obu tekstach powtarzają się elementy o charakterze magicznym, związane z symboliką hebrajskich (JHWH) i greckich (T) liter, które mają wzmacniać ochronną siłę modlitw. Umieszczenie ich w Godzinkach królowej Bony miało związek z cyklicznie powtarzającymi się w Krakowie epidemiami, przed którymi monarchini wielokrotnie musiała się chronić w koronnych czy litewskich rezydencjach. |
| Włoska modlitwa                  | 252v–256r            | Modlitwa Signor Dio Misericordioso w ojczystym języku królowej, utrzymana w najbardziej osobistym tonie, zamyka tekst łacińskich Godzinek królowej Bony. |

Formy liternictwa zastosowane w Godzinkach królowej Bony odpowiadają estetyce renesansowej. Tekst napisany został humanistyczną minuskułą (littera antiqua tonda), łączoną w tytułach poszczególnych części modlitewnika z kapitałą kwadratową. Do wykonanego około 1521 tekstu dołączono kilka lat później iluminacje, namalowane na pergaminie o innej grubości niż zastosowany w przypadku zapisanych kart.

## Dekoracja miniatorska
Program ikonograficzny miniatur znacznie różni się od włoskich godzinek Bony i jest zbliżony do innych modlitewników wykonanych przez Stanisława Samostrzelnika, zwłaszcza przeznaczonych dla kanclerzy Krzysztofa Szydłowieckiego i Wojciecha (Olbrachta) Gasztołda. Dekoracja miniatorska sygnowana i datowana na trzech kartach (fol 36v, 74v i 229v) reprezentuje ortodoksyjnie katolicki model pobożności z akcentami antyreformacyjnymi, analogicznie do wykonanego w 1524 roku Modlitewnika Zygmunta Starego.
Miniatury zostały stworzone przez kilku wykonawców, co ówcześnie było regułą w przypadku zamówień na dekorację rękopisów. Poszczególni miniatorzy współpracujący z Samostrzelnikiem różnili się między sobą biegłością techniczną i zastosowanym kolorytem, jednak niektóre iluminacje wyróżnia szczególna technika wykonania, określana przez badaczy jako malarska. Miniatury te, na których ponadto widnieje sygnatura S.C. (łac. Stanislaus Claratumbensis), są przypisywane w całości bratu Stanisławowi Samostrzelnikowi z Mogiły. Dla uzyskania efektu jednorodności w Godzinkach królowej Bony wprowadzono podobne schematy kompozycyjne oraz powtarzające się motywy.
Kolorystyka miniatur z warsztatu Samostrzelnika utrzymana jest w jaskrawej tonacji i ograniczona do kilku podstawowych barw, niekiedy rozbielonych. Dominującymi składnikami palety malarskiej są błękity (ultramaryna, chabrowy, turkus), zieleń morska i oliwkowa oraz róże, występujące obok kraplakowej czerwieni, karminu, cynobru i pomarańczu. Dopełnieniem tych odcieni są popielate i fiołkowe szarości, płowe i brunatne brązy oraz biel, rzadko źółcień. Efekty luministyczne uzyskano dzięki połączeniu z farbami sproszkowanego złota. Złoto malarskie zastosowano nie tylko w dekoracji marginalnej, ale przede wszystkim w głównych partiach iluminacji, co pozwoliło na harmonizację kolorytu, zasugerowanie przestrzenności i uzyskanie efektu rozwibrowanej, świetlistej powierzchni.
W iluminacjach Modlitewnika królowej Bony dostrzec można nie tylko wpływ drzeworytów Hansa Süssa z Kulmbachu, Albrechta Dürera oraz Albrechta Altdorfera, szczególnie z cyklu Upadek i odkupienie rodzaju ludzkiego, ale również prac malarskich szkoły naddunajskiej. Zmiany wprowadzane przez Samostrzelnika przy kopiowaniu i przetwarzaniu cudzych dzieł prowadziły do złagodzenia dramatyzmu pierwotnych scen i nadania miniaturom lirycznego charakteru, z elementami baśniowej cudowności i splendoru.
Wśród modlitewników wykonanych przez artystę Godzinki królowej Bony wyróżniają się najsilniejszym wpływem włoskiego renesansu w ornamentyce zastosowanej przy dekoracji bordiur, m.in. w arabesce w typie weneckim oraz klarownym układzie motywów obejmujących m.in. kandelabry, wazony, medaliony, wieńce laurowe i putta z rogami obfitości oraz delfiny.
| Przedstawienie                                       | Karta | Miniatura | Opis |
| ---------------------------------------------------- | ----- | --------- | --- |
| Modlitwa Chrystusa w Ogrójcu                         | 20v   |           | Pierwowzorem dla wyobrażenia Chrystusa modlącego się w Getsemani był drzeworyt Albrechta Altdorfera z cyklu Upadek i odkupienie rodzaju ludzkiego z 1513 roku. Motywem charakterystycznym dla szkoły nadreńskiej, nietypowym dla malarstwa innych regionów, jest przedstawienie anioła podającego Jezusowi nie kielich, lecz narzędzia męki. W bordiurze umieszczono herb mediolańskiej linii Sforzów. |
| Zwiastowanie Najświętszej Maryi Pannie               | 36v   |           | Wzorem ikonograficznym mógł być drzeworyt Zwiastowanie Hansa Baldunga Griena z 1514 roku bądź jedna ze scen zwiastowania autorstwa Albrechta Dürera, jednak pierwotna kompozycja została znacznie przetworzona. Archanioł Gabriel odsłaniający kotarę nad klęczącą Maryją i wielkie okno z widokiem na rozległy krajobraz to elementy zaczerpnięte z niemieckich grafik, natomiast gęsto pokrywający meble i framugę okienną ornament jest pochodzenia włoskiego. Zastosowane motywy ikonograficzne odwołują się do koncepcji niepokalanego poczęcia Maryi oraz interpretacji wcielenia jako zaślubin Oblubieńca (Boga) z Oblubienicą (Kościołem uosabianym przez Maryję) z Pieśni nad pieśniami. Na stopniu klęcznika artysta umieścił swoją sygnaturę i datę wykonania miniatury: S. C. f. A°. MDXXVII (łac. Stanislaus Claratumbensis fecit Anno 1527). W bordiurze zastosowano arabeskę roślinną na złotym tle. Umieszczone wśród ornamentów putta w laurowych wieńcach podtrzymują medalion z czteropolową tarczą herbową królowej Bony. |
| Nawiedzenie świętej Elżbiety                         | 48v   |           | Scena powitania Maryi przez krewną odbywa się przed portalem, w którym stoi wytworna dama w renesansowej sukni i kapeluszu ozdobionym strusimi piórami (być może kryptoportret królowej Bony). Dworski charakter sceny podkreśla również ostrzyżony na lwa piesek. Symboliczny charakter sceny związany jest ze spotkaniem Kościoła (Maryi, matki Zbawiciela) z Synagogą (Elżbietą, matką ostatniego proroka Starego Testamentu). Zawiera ona również akcenty związane z podważanym przez reformację kultem maryjnym i nauką o sakramencie chrztu świętego. W bordiurze dekorowanej motywami antycznymi i kwiatowymi wyeksponowany został herb Sforzów. |
| Narodzenie Jezusa (Adoracja Dzieciątka)              | 60v   |           | Kompozycja sceny głównej wzorowana jest na powstałym w roku 1513 drzeworycie Albrechta Altdorfera z cyklu Upadek i odkupienie rodzaju ludzkiego. Wprowadzone przez Samostrzelnika zmiany silniej wyeksponowały postać Maryi na tle zrujnowanego Domu Dawida, podwyższyły linię horyzontu i zmieniły pierwszy plan przedstawienia. Malarz wyeksponował mistyczny sens sceny, podkreślając podwójną naturę Dzieciątka i eucharystyczną symbolikę jego ciała (Christus immolatus). Scena główna, dla której wzorem były przedstawienia charakterystyczne dla szkoły naddunajskiej, została ujęta w renesansową ramę wzorowaną na dziełach włoskich. Wśród motywów floralnych wyróżnia się ukoronowana tarcza herbowa z Wężem Sforzów, otoczona wieńcem laurowym. |
| Zwiastowanie pasterzom                               | 65v   |           | W miniaturze, której jedynym źródłem jest Ewangelia Łukasza, niemal ćwierć sceny zajmuje motyw otwartych niebios, z których wyłania się anioł. Zwiastowanie nowiny o narodzinach Zbawiciela zostało przedstawione jako epifania, z nawiązaniem do objawienia się Boga w chwili chrztu Chrystusa w Jordanie. Wśród trzech postaci przedstawionych w dolnej części miniatury wyróżnia się ukazany na pierwszym planie pasterz grający na kozie, który został skopiowany z miedziorytu Dürera Dudziarz (Kobziarz), pochodzącego z 1514 roku. Natomiast trzy zwierzęta dalszego planu są zależne od drzeworytu Dürera Zwiastowanie Joachimowi z lat 1503-1504. W dekoracji marginalnej, na intensywnie czerwonym tle, zastosowano wić roślinną w regularnym układzie. Wśród ornamentów floralnych pojawiają się należące do repertuaru motywów all'antica delfiny, flankujące tarczę herbową z Wężem Sforzów oraz ptaki, wśród których można rozróżnić papugę i sowę. |
| Hołd Trzech Króli                                    | 70v   |           | Przy opracowywaniu sceny głównej wykorzystano dwa drzeworyty Altdorfera. Pochodzący z 1513 roku Pokłon Trzech Króli z cyklu Upadek i odkupienie rodzaju ludzkiego posłużył jako wzór dla postaci ludzkich, natomiast z wykonanego rok wcześniej Ścięcia świętego Jana Chrzciciela przejęto architekturę tła. Samostrzelnik zmienił pozy i proporcje oryginalnych grup postaci, eksponując osobę eleganckiego i egzotycznego Baltazara, składającego Dzieciątku w darze cenny puchar oraz ukazując Maryję z profilu. Gest Dzieciątka, wręczającego garść złotych monet Melchiorowi, jest symbolicznym potwierdzeniem pochodzenia władzy ziemskiej od Boga. W bordiurze zastosowano zagęszczony motyw ostrych, poskręcanych liści akantu, podobny do ornamentów występujących w akwafortach Daniela Hopfera około 1510 roku. Wśród wysuszonej roślinności pojawiają się zimorodki, symbolizujące dziewicze narodziny i miłość matczyną, oraz kilka kwiatów. Dwa putta flankują ujętą wieńcem laurowym tarczę herbową z Orłem Viscontich, czyli udostojnieniem herbowym nadanym książętom Mediolanu przez cesarza.                                                                     |
| Ucieczka do Egiptu                                   | 74v   |           | Scena o wydźwięku eucharystycznym, zawierająca motywy zaczerpnięte z apokryfów, głównie Pseudo-Mateusza, została umieszczona w krajobrazie, który nawiązuje do wędrówki Izraela przez pustynię i jego ocalenia. Owoce drzewa palmowego, które nachylają ku Maryi aniołowie, symbolizują mannę i pośrednio chleb życia, czyli eucharystię. Ucieczka do Egiptu z modlitewnika królowej jest niemal dosłownym powtórzeniem drzeworytu Altdorfera o tym samym tytule. |
| Ofiarowanie w świątyni                               | 79v   |           | Główne przedstawienie jest zmodyfikowaną wersją drzeworytu Ofiarowanie w świątyni Dürera z cyklu Życie Marii z 1505 roku, z elementami przejętymi z Dürerowskich Zaślubin Marii. W scenie zakodowany został przekaz soteriologiczny i eucharystyczny. Dzieciątko, spowite w pieluszki przypominające korporał, unoszone jest nad stołem ofiarnym przez Symeona, podczas gdy święty Józef powtarza gest kleryka oświetlającego hostię w trakcie podniesienia, unosząc w górę zapaloną świecę. W tle prorokini Anna przekazuje kapłanowi gołąbki ofiarne. Przedstawienie jest nie tylko zapowiedzią przyszłej ofiary Jezusa oraz współcierpienia Maryi, ale nawiązuje wyraźnie do misterium mszy i ofiar składanych przez wiernych przed ołtarzem. |
| Rzeź niewiniątek                                     | 87v   |           | Scena zabijania dzieci odbywa się na oczach tronującego Heroda, przedstawionego jako wschodni władca w fantastycznym stroju, u którego boku stoi podobnie ubrany wysoki urzędnik. Nietypowo rozświetlona jest środkowa część miniatury, z pojedynczą postacią matki wznoszącej ręce w geście rozpaczy, podczas gdy krajobraz i pałac Heroda toną w cieniu. Najbardziej dramatyczna ze scen, pełna stłoczonych ciał, przypomina inną miniaturę Samostrzelnika o tej samej tematyce. Podobnie niespokojne, zagęszczone układy są spotykane w sztuce niemieckiej tzw. stylu antyklasycznego, zwłaszcza w malarstwie Lucasa Cranacha starszego, np. w Rzezi niewiniątek w Betlejem z lat 1515-1516. |
| Madonna z Dzieciątkiem                               | 113v  |           | Wizerunek Maryi z Dzieciątkiem jest wzorowany na miedziorycie Dürera z 1511 roku, znanym jako Maria z gruszką. Poza wprowadzeniem pewnych modyfikacji i pominięciem tła architektonicznego, dodatkowym elementem są dwa aniołki unoszące się nad ukoronowaną Madonną, które podtrzymują drugą koronę. Ornament złożony z łodyg, liści i kwiatów utrzymanych w zielonych, białych i niebieskich barwach, z akcentami różu i czerwieni, nadaje bordiurze charakter późnogotycki. Dekoracja heraldyczna obejmuje medalion z udostojnieniem herbu książąt Mediolanu (czarnym orłem cesarskim na złotym tle). |
| Modlący się król Dawid (Dawid klęczący przed Bogiem) | 122v  |           | Na miniaturze został przedstawiony władca uważany za autora psalmów pokutnych – królewski przodek Chrystusa i jego starotestamentowa prefiguracja. Sędziwy, pokutujący Dawid, którego harfa i czapka z nasadzonym diademem leżą na murawie, wznosi modły do wychylającego się z obłoków Boga, ubranego w monarsze szaty, ukoronowanego i z jabłkiem królewskim w dłoni. Podobne ujęcie krajobrazu z samotną wierzbą znane jest z akwaforty Altdorfera z lat 1522-1523. W bordiurze zastosowano późnogotycką stylizację zwojów liści i kwiatów na złotym tle. |
| Czyściec (Ratowanie dusz z czyśćca przez anioły)     | 150v  |           | Malując rzadko przedstawianą w modlitewnikach scenę uwalniania dusz czyśćcowych przez anioły, Samostrzelnik wykorzystał motywy zaczerpnięte z dwóch dzieł artystów niemieckich, które powstały w roku 1515 – drzeworytu Hansa Süssa z Kulmbachu (Wieniec różany) i rysunku piórkiem autorstwa Dürera w Modlitewniku Maksymiliana I (Czyściec). Trójcę Świętą w górnej części iluminacji przedstawiono pod postaciami Ojca (Stwórcy) z kulą ziemską, Ducha Świętego (Nauczyciela) i Dzieciątka w ramionach Maryi. Matka Boska w typie Mulier amicta sole, w cesarskiej koronie na rozpuszczonych włosach i z berłem, pełni funkcję pośredniczki i wspomożycielki. Wymowa miniatury, odwołującej się do nauki kościelnej dotyczącej doczesnych kar za grzechy i możliwości uwalniania dusz czyśćcowych od mąk, ma charakter antyreformacyjny. W bordiurze zastosowano dekorację z suchych girland splecionych z rozetami, wśród których umieszczono ludzką czaszkę – otaczające ją uschnięte pąki kwiatowe kryją sygnaturę artysty S C P I (łac.Stanislaus Claratumbensis Pictor Indignus). Obok motywów wanitatywnych w bordiurze pojawiają się żołędzie symbolizujące siłę moralną. |
| Ukrzyżowanie Chrystusa z Matką Boską i świętym Janem | 197v  |           | Iluminacja przedstawia Matkę Boską i Jana na tle krajobrazu górskiego, stojących po obu stronach krzyża. Postać ukrzyżowanego Chrystusa otacza skłębiona chmura, oddzielająca sferę pozaziemską, w której ten już przebywa, od sfery ziemskiej, w której pozostają jego matka i uczeń. Zastosowane ujęcie tematu wprowadza do miniatury element teofanii. Motywy ikonograficzne wskazują na czerpanie inspiracji nie tylko z tekstu ewangelicznego, ale również z popularnych dzieł powstałych w XIV wieku – objawień świętej Brygidy Szwedzkiej (Revelationes) i medytacji pasyjnych kartuza Ludolfa z Saksonii (Vita Jesu Christi Domini ac salvatoris nostri). W dolnej części bordiury ornament roślinny oplata tarczę herbową Sforzów. |
| Opłakiwanie Chrystusa po zdjęciu z krzyża            | 222v  |           | W scenie opłakiwania ukazano Maryję obejmującą ciało syna. Towarzyszą jej dwie święte niewiasty (w tym Maria z Magdali) na pierwszym planie oraz Jan, Nikodem i Józef z Arymatei na drugim, przy czym część osób jest ubrana w modne stroje renesansowe. Rozsypane na ziemi narzędzia męki (Arma Christi) są potraktowane zarówno jako przedmiot szczególnego kultu, popularnego w XVI wieku, jak i emblemat heraldyczny, pod którym umieszczono zwieńczony królewską koroną herb Sforzów w eliptycznym wieńcu laurowym. |
| Zesłanie Ducha Świętego                              | 229v  |           | Ostatnia miniatura w Modlitewniku królowej Bony odbiega charakterem od pozostałych iluminacji, nawiązując stylizacją szat postaci i konserwatyzmem ujęcia tematu do późnogotyckich dzieł krakowskiego cechu malarzy. Centralną figurą przedstawienia jest Maryja, wokół której zgromadziło się jedenastu apostołów, w tym dwóch (Jan i Piotr) potraktowanych odmiennie i zasiadających obok Matki Bożej. Nad głowami zgromadzonych unosi się Duch Święty pod postacią gołębicy, wyróżniony eliptyczną, tęczową aureolą. W bordiurze zastosowano dekorację z liści akantu i girlandę kwiatową. Wśród ornamentów umieszczono medalion z udostojnieniem herbu książąt Mediolanu (Orłem Viscontich). |

## Proweniencja
Godzinki zostały zapewne wywiezione przez królową Bonę do Bari w roku 1556. Losy rękopisu pozostają nieznane aż do początków XIX wieku, gdy znajdował się on w kolekcji angielskiego bibliofila i antykwariusza Francisa Douce'a. Po jego śmierci w roku 1834, Godzinki królowej Bony jako część zbiorów kolekcjonera, stały się własnością Biblioteki Bodlejańskiej.

## Edycja książkowa
Wydanie faksymilowe modlitewnika ukazało się w roku 2016 nakładem Wydawnictwa „Poznańskie Studia Polonistyczne” w serii „Libri Precationum Illuminati Poloniae Veteris”. Na Targach Książki w Krakowie seria otrzymała nagrodę w konkursie Edycja na książkę edytorsko doskonałą .